# Gino Doria
Biagio Doria detto Gino (Napoli, 26 ottobre 1888 – Napoli, 11 gennaio 1975) è stato un giornalista, scrittore e storico italiano.

## Biografia
Girò il mondo e risiedette, dal 1910 al 1918, in America Latina. Tornato a Napoli, collaborò con diversi giornali, fra i quali «Il Giorno» di Matilde Serao. Durante il fascismo, a causa di un articolo irriverente, fu radiato dalla professione giornalistica; a quegli anni, oltre ad un avvicinamento alle istanze e alle iniziative dell'antifascismo, che peraltro lo videro aiutare nel momento del bisogno Giorgio Amendola, rimontano i suoi rapporti di amicizia con Benedetto Croce e Salvatore Di Giacomo.
Direttore del Museo di San Martino, approfondito conoscitore di storia napoletana e sottile bibliofilo, come lo ricordava Guido Piovene, unì sempre, nella sua attività professionale, la stesura di articoli alla pubblicazioni di libri, nei quali si registra, in particolare nel periodo tra le due guerre, il passaggio dal contributo tipico dell'ordinata storiografia di stampo erudito allo stile di una scrittura che, pur rigorosa e sistematica, si faceva «micro-storiografia del divertissement».
Oltre a numerosi racconti, e a saggi di storia, aneddotica, arte e toponomastica campana, ha curato la pubblicazione di biografie e documenti inediti su Giuseppe Garibaldi e Anita Garibaldi, su Camillo Benso di Cavour e Gioacchino Murat, su Vittorio Imbriani, Benedetto Croce e su Carmine Crocco.
Un apposito fondo archivistico a suo nome è conservato presso la Biblioteca Nazionale di Napoli, alla quale lo stesso Doria donò circa 10.000 volumi.

## Opere principali
- Bibliografia della Penisola Sorrentina e dell'Isola di Capri, Pierro, Napoli 1909.
- Del colore locale e altre interpretazioni napoletane, Laterza, Bari 1930; Libreria Dante & Descartes, Napoli 2001, a cura e con una nota di Emma Giammattei
- Storia di una capitale: Napoli dalle origini al 1860, Guida, Napoli, 1935; Ricciardi, Napoli 1952; Grimaldi & C., Napoli 2014
- Storia dell'America latina (Argentina e Brasile), Ulrico Hoepli, Milano 1937.
- Bibliografia di Vittorio Imbriani, Laterza, Bari 1937.
- Le strade di Napoli: saggio di toponomastica storica, Ricciardi, Napoli 1943
- Un brav'uomo: racconto napoletano, Ricciardi, Napoli 1941
- Romolo Remo & C. e altri sette pamphlets, Ricciardi, Napoli 1944
- Alessandro Dumas e Napoli, Ricciardi, Napoli 1950
- Il napoletano che cammina, Ricciardi, Milano - Napoli 1957
- Guida di Napoli e dintorni, Edizioni scientifiche italiane, Napoli 1950; poi Napoli e dintorni. Guida storica e artistica, Edizioni Scientifiche Italiane, Napoli 1966.
- Il Museo e la Certosa di S. Martino: arte, storia, poesia, Di Mauro, Cava dei Tirreni 1964.
- Murat re di Napoli, Di Mauro, Cava dei Tirreni 1966; Grimaldi & C., Napoli 2015
- Mondo vecchio e nuovo mondo, Edizioni Scientifiche Italiane, Napoli 1966.
- Sogno di un bibliofilo e altre fantasie, Ricciardi, Napoli 1972
- Alcune schede di erudizione galante, Edizioni del delfino, Napoli 1978
- Viaggiatori stranieri a Napoli, prefazione di Antonio Ghirelli, Guida, Napoli 1984
- I palazzi di Napoli, a cura di Giancarlo Alisio, con un saggio di Gérard Labrot, Guida, Napoli 1986
- Sogno di un bibliofilo e altri scritti, Biblioteca del vascello, Roma 1993
- Sogno di un bibliofilo, Tallone, Alpignano 1997
- Sogno di un bibliofilo, con annotazioni e saggi di Francesca Niutta, Arturo Fratta, Giovanni Pugliese Carratelli, Bibliopolis, Napoli 2005